# 魚住村
魚住村（うおずみむら）は、かつて兵庫県明石郡にあった村。1951年、明石市に編入され消滅した。

## 地理
村域の北部は、丘陵地帯である。地質は砂岩、礫岩、凝灰石からなる。南部は一帯低地で平坦な土地である。第三紀層とよばれる古い時代の地質であり、海が陸地化して沖積層とよばれる洪積層である。村内には河川が2流ある。ひとつは、瀬戸川であり、延長3500m、水源を神戸市西区神出町宝勢とする。もう一方は、清水川であり、延長740m 、水源を神戸市西区岩岡町野中とする。

## 沿革
魚住村は、1889年、明石郡金ヶ崎村、長坂寺村、清水村、中尾村、西岡村が合併して誕生した。村役所は、初めは、長坂寺の遍照寺に設置されたが、1903年に魚住小学校へ、1948年に魚住中学校へ移転した。

### 年表
- 1889年（明治5年）5月 - 竜松小学校（現 明石市立錦浦小学校）が西岡薬師院に開設される。
- 1889年（明治22年）4月1日 - 町村制施行に伴い明石郡金ヶ崎村、長坂寺村、清水村、中尾村、西岡村が合併し、魚住村が発足。
- 1901年（明治34年）6月2日 - 現在の明石市立魚住小学校が開校する。
- 1923年（大正12年）8月19日 - 山陽魚住駅が開業する。
- 1938年（昭和13年）5月11日 - 魚住郵便局が開局する。
- 1947年（昭和22年）
  - 4月 - 魚住村立魚住中学校（現 明石市立魚住中学校）が開校する。
  - 6月13日 - 昭和天皇が明石市から別府町へ向かう途上、兵庫県立農工学校に行幸（昭和天皇の戦後巡幸に一環）[2]。
- 1951年（昭和26年）1月10日 - 明石市に編入され消滅。

## 歴代村長
- 初代・3代・4代 - 楞野 貞一
- 2代 - 山崎 藤次郎
- 5代 - 山崎 伊三郎
- 6代 - 橋本 梅太郎
- 7代 - 大西 甚之助
- 8代 - 西海 秀三
- 9代 - 石井 長治郎

## 交通

### 鉄道路線
- 日本国有鉄道
  - 山陽本線
    - （当時魚住駅は未開業）
- 山陽電気鉄道
  - 本線
    - 山陽魚住駅

### 道路
- 国道2号
- 指定県道29号明石高砂姫路線（後の主要地方道25号明石高砂姫路線→国道250号、現・兵庫県道718号明石高砂線）

## 学校
小学校
魚住村立魚住小学校
魚住村立錦浦小学校
中学校
魚住村立魚住中学校

## 寺社
神社
住吉神社・金ヶ崎神社・清水神社など
寺院
正覚寺 - 真宗大谷派の寺院である。本尊は、阿弥陀如来である。
遍照寺 - 浄土宗の寺院である。本尊は、阿弥陀如来である。
延命寺 - 浄土宗の寺院である。本尊は、阿弥陀如来である。
西福寺 - 臨済宗妙心寺派の寺院である。本尊は、観音菩薩である。
瑞雲寺 - 高野山真言宗の寺院である。本尊は、大日如来である。
薬師院 - 高野山真言宗の寺院である。本尊は、薬師如来である。
金輪寺 - 高野山真言宗の寺院である。本尊は、大日如来である。
満福寺 - 浄土真宗本願寺派の寺院である。本尊は、阿弥陀如来である。